# Chartered Institute for Securities & Investment
El Chartered Institute for Securities & Investment (CISI) es el mayor y más ampliamente respetado colegio profesional para quienes trabajan en el sector de los valores y las inversiones en el Reino Unido y en un creciente número de centros financieros a nivel global. Es una entidad sin ánimo de lucro registrada en Inglaterra y Gales, con unos ingresos de 14,4 millones de libras y unos gastos de 15.2 millones de libras en el ejercicio económico que finalizó el 31 de marzo de 2017, contando a esa fecha con 18 miembros del patronato y 155 empleados. Sus fines y actividades son promover en el interés público el avance del conocimiento en el campo de los valores y las inversiones; promover y desarrollar estándares éticos para los profesionales en el campo de los valores y las inversiones; actuar como un organismo autorizado con el propósito de consultar e investigar en asuntos de educación o interés público con respecto a la inversión en valores. Las certificaciones CISI están estructuradas a las siguientes áreas: administración de riqueza, planificación financiera, operaciones, mercado de capitales, finanzas corporativas, finanzas islámicas, y riesgo y cumplimiento. Las actividades del Instituto y el aprendizaje de sus miembros han sido objeto de investigación académica.

## Historia
Evolucionado a partir de la Bolsa de Londres en 1992, el 9 de octubre de 2009, Su Majestad la Reina de Inglaterra firmó la Carta Real por la que se constituyó el CISI. El Instituto cuenta ahora con más de 43.000 miembros en 116 países. El pasado año, organizó 40.000 exámenes en 80 países, cubriendo una gama de certificaciones profesionales. La sede central de CISI está en Londres, y tiene oficinas alrededor del mundo, incluyendo India, Filipinas, Singapur, Sri Lanka, Emiratos Árabes Unidos y España.